# Erinnyis omphaleae
Erinnyis omphaleae är en fjärilsart som beskrevs av Butler 1877. Erinnyis omphaleae ingår i släktet Erinnyis och familjen svärmare. Inga underarter finns listade i Catalogue of Life.